# SV Vespo
SV Vespo is een voetbalclub uit Rincon, Bonaire. SV Vespo speelt in het Antonio Trenidatstadion.
Als kampioen of de nummer twee van Bonaire nam de club ook deel in de Kopa Antiano waarin om het kampioenschap van de Nederlandse Antillen werd gestreden.

## Erelijst
Bonaire League
- kampioen in 1995, 2007
- finalist in 2021